# Dinocheirus texanus
Dinocheirus texanus är en spindeldjursart som beskrevs av Clarence Clayton Hoff och Clawson 1952. Dinocheirus texanus ingår i släktet Dinocheirus och familjen blindklokrypare. Inga underarter finns listade i Catalogue of Life.